# De grote zaal
De grote zaal is een roman van Jacoba van Velde. De eerste druk is verschenen in 1953 bij uitgeverij Querido, Amsterdam. Er werden tijdens het leven van Van Velde 75.000 exemplaren van het boek verkocht, dat in 13 talen werd vertaald.
Het romandebuut van Van Velde gaat over een bejaarde die vanwege haar gezondheid in een tehuis belandt, en wel op 'de grote zaal', waar bejaarden liggen die stervende zijn. Het is een verhaal over existentiële eenzaamheid en doodsangst. De hoofdpersoon is de 74-jarige Geertruide van der Veen. Haar dochter Helena (38) komt over uit Parijs, waar ze getrouwd is met een kunstenaar, om bij het laatste deel van haar moeders leven te zijn.

## Trivia
- Bij gelegenheid van de jaarlijkse campagne Nederland Leest in november 2010 is deze roman door de Nederlandse openbare bibliotheken als gratis boek aan hun leden en aan scholieren uitgereikt.

2006: Dubbelspel (Frank Martinus Arion) · 2007: De gelukkige klas (Theo Thijssen) · 2008: Twee vrouwen (Harry Mulisch) · 2009: Oeroeg (Hella Haasse) · 2010: De grote zaal (Jacoba van Velde) · 2011: Het leven is vurrukkulluk (Remco Campert) · 2012: De donkere kamer van Damokles (Willem Frederik Hermans) · 2013: Erik of het klein insectenboek (Godfried Bomans) · 2014: Een vlucht regenwulpen (Maarten 't Hart)